# Shōnen Collection
Shōnen Collection était un mensuel de prépublication manga de Pika Édition, distribué entre janvier 2003 et novembre 2005.
Pika a annoncé le 27 octobre 2005 la cessation de parution du magazine pour non rentabilité, en commun accord avec son partenaire Kōdansha.

## Liste des mangas prépubliés
- Air Gear
- Boys Be...
- Cyborg Kurochan
- Dreamland
- DYS
- FLCL
- Get Backers
- King of Bandit Jing
- Murikuri
- Negima!
- Pop Loft
- Psychic Academy
- Puppet Revolution
- Rose Hip Rose
- School Rumble
- Suzuka
- Tsubasa -RESERVoir CHRoNiCLE-
- Turn A Gundam
- Young GTO

## Liste des volumes

### 2003

#### Volume 1 (20 janvier)
- DOSSIER DU MOIS : "La voie du mangaka", interview de Tôru Fujisawa, l'auteur de GTO.

- Get Backers : Chapitre 1
- Young GTO : Chapitre 1 et 2
- Turn A Gundam : Chapitre 1
- Cyborg Kurochan : Chapitre 1
- FLCL : Chapitre 1 et 2

#### Volume 2 (25 février)
- DOSSIER DU MOIS : Interview de Ken Akamatsu, auteur de Love Hina.

- Young GTO : Chapitres 3, 4 et 5
- Get Backers : Chapitres 2 et 3
- Cyborg Kurochan : Chapitre 2
- Turn A Gundam : Chapitre 2
- FLCL : Chapitre 3 et 4

#### Volume 3 (25 mars)
- DOSSIER DU MOIS : Dossier Dragon Head : Le manga de Minetaro Mochizuki adapté au cinéma.

- Young GTO : Chapitres 6 à 9
- Get Backers : Volume 1 chapitre 4 et 5, volume 2 chapitre 1
- Cyborg Kurochan : Chapitre 3
- Turn A Gundam : Chapitre 3
- FLCL

#### Volume 4 (22 avril)
- DOSSIER DU MOIS : Sondage : les premiers résultats de vos votes !

- Young GTO : Chapitres 10 à 12
- Get Backers : Chapitre 2, 3 et 4
- Cyborg Kurochan : Chapitres 4 et 5
- Turn A Gundam : Chapitre 4
- FLCL : fin du volume 1

#### Volume 5 (20 mai)
- DOSSIER DU MOIS : Du manga à l'animé, toutes les séries de Shônen adaptées en vidéo.

- King of Bandit Jing : Chapitre 1
- Get Backers : Chapitres 5 à 7
- Turn A Gundam : Chapitre 5
- Cyborg Kurochan : Chapitre 1
- Young GTO : Chapitres 13 à 15

#### Volume 6 (24 juin)
- DOSSIER DU MOIS : News du Japon, les nouvelles fraîches d'une actu brûlante !

- Psychic Academy : chapitre 1
- King of Bandit Jing : chapitre 2
- Young GTO : chapitre 16, 17 et 18
- Cyborg Kurochan : chapitre 2
- Get Backers : volume 2 chapitre 8, volume 3 chapitres 1 et 2
- Puppet Revolution

#### Volume 7 (26 août)
- DOSSIER DU MOIS : ROSE HIP ROSE, Des filles et des flingues... La nouvelle bombe de Fujisawa.

- Get Backers : chapitres 3, 4 et 5
- King of Bandit Jing : chapitre 3
- Psychic Academy : chapitre 2
- Young GTO : chapitres 19 à 22
- Cyborg Kurochan : chapitre 3

#### Volume 8 (23 septembre)
- DOSSIER DU MOIS : SONDAGE - Les derniers résultats, les nouvelles séries

- Young GTO : chapitres 23 à 26
- Psychic Academy : chapitre 3
- King of Bandit Jing : chapitre 4
- Cyborg Kurochan : chapitre 4
- Get Backers : chapitres 6, 7 et 8

#### Volume 9 (21 octobre)
- DOSSIER DU MOIS : NEWS DU JAPON - En direct de Tokyo

- Boys Be... : chapitre 1 à 3
- King of Bandit Jing : volume 2 chapitre 5
- Psychic Academy : chapitre 4
- Cyborg Kurochan : chapitre 5
- Young GTO : volume 4 chapitre 27 à 29

#### Volume 10 (25 novembre)
- Rose Hip Rose : chapitre 1 et 2
- Psychic Academy : chapitre 5
- Boys Be... : chapitres 4 et 5
- King of Bandit Jing : chapitre 6
- Young GTO : chapitres 30 et 31
- Murikuri : Un hors série spécial Noël par CLAMP !
- Puppet Revolution

### 2004

#### Volume 1 (20 janvier)
- King of Bandit Jing : chapitre 7
- Young GTO : chapitres 32, 33 et 34
- Psychic Academy : chapitre 6
- Boys Be... : chapitres 6, 7 et 8
- Rose Hip Rose : chapitres 3 et 4

#### Volume 2 (24 février)
- Psychic Academy : chapitre 7
- Rose Hip Rose : chapitres 5 et 6
- Young GTO : chapitre 35 et 36
- Boys Be... : chapitres 9 et 10
- King of Bandit Jing : chapitre 8

#### Volume 3 (23 mars)
- King of Bandit Jing : chapitre 9
- Young GTO : chapitres 37, 38 et 39
- Boys Be... : chapitre 11
- Rose Hip Rose : chapitres 7 et 8
- Psychic Academy : chapitre 8

#### Volume 4 (20 avril)
- DOSSIER DU MOIS : Esquisses préliminaires de Ken Akamatsu pour Magister Negi Magi

- Negima! : chapitre 1
- Young GTO : chapitres 40 et 41
- Boys Be... : chapitres 12 et 13
- Psychic Academy : chapitre 9
- Rose Hip Rose : chapitres 9 et 10

#### Volume 5 (18 mai)
- Rose Hip Rose : chapitres 11 et 12
- Young GTO : chapitres 42 à 44
- Psychic Academy : chapitre 10
- Boys Be... : chapitres 14 et 15
- Negima! : chapitres 2 et 3

#### Volume 6 (22 juin)
- Tsubasa, reservoir chronicle : chapitre 1
- Boys Be... : chapitre spécial : chambre close !
- Negima! : chapitres 4 à 6
- Young GTO : chapitres 45 à 47
- Psychic Academy : chapitre 11

#### Volume 7 (24 août)
- Young GTO : chapitres 48 à 50
- Tsubasa, reservoir chronicle : chapitres 2 et 3
- Boys Be... : chapitre 16
- Psychic Academy : chapitre 12
- Negima! : chapitres 7 et 8
- Pop Loft

#### Volume 8 (21 septembre)
- Tsubasa, reservoir chronicle : chapitres 4 et 5
- Psychic Academy : chapitre 12
- Young GTO : chapitres 51 à 54
- Negima! : chapitres 9 à 11
- Boys Be... : chapitres 17 et 18

#### Volume 9 (19 octobre)
- Air Gear : chapitre 1
- Negima! : chapitres 12 à 14
- Boys Be... : chapitres 19 et 20
- Young GTO : chapitres 55 et 56
- Psychic Academy : chapitre 13
- Pop Loft

#### Volume 10 (23 novembre)
- Air Gear : chapitre 2
- Psychic Academy : chapitre 14
- Young GTO : chapitres 57 à 59
- Negima! : chapitres 15 et 16
- Boys Be... : chapitres 21 et 22
- Pop Loft

### 2005

#### Volume 1 (25 janvier)
- Boys Be... : chapitre 23
- Negima! : chapitres 17 à 20
- Psychic Academy : chapitre 15
- Young GTO : chapitres 60 à 62
- Air Gear : chapitres 3 à 5

#### Volume 2 (22 février)
- Suzuka : chapitre 0
- Psychic Academy : chapitre 16
- Air Gear : chapitres 6 à 8
- Young GTO : chapitres 63 à 65
- Negima! : chapitres 21 et 22

#### Volume 3 (22 mars)
- Young GTO : chapitres 66 à 68
- Air Gear : chapitres 9 à 11
- Suzuka : chapitre 1
- Psychic Academy : chapitre 17
- Negima! : chapitres 23 à 25

#### Volume 4 (26 avril)
- DYS : chapitre 1
- Suzuka : chapitre 2
- Young GTO : chapitres 69 à 71
- Negima! : chapitres 26 à 28
- Air Gear : chapitres 12 à 14

#### Volume 5 (24 mai)
- Suzuka : chapitres 3 et 4
- Negima! : chapitres 29 à 32
- DYS : chapitres 2 et 3
- Air Gear : chapitres 15 et 16
- Young GTO : chapitres 72 à 74
- Pop Loft

#### Volume 6 (21 juin)
- Air Gear : chapitres 17 à 19
- Young GTO : chapitres 75 à 77
- Negima! : chapitres 33 et 34
- Suzuka : chapitres 5 à 7
- DYS : chapitres 4 et 5

#### Volume 7 (23 août)
- Dreamland : chapitre 1
- Young GTO : chapitres 78 à 80
- Suzuka : chapitres 8 et 9
- Air Gear : chapitres 20 à 22
- DYS : chapitres 6 et 7
- Pop Loft

#### Volume 8 (20 septembre)
- School Rumble : chapitres 1 à 6
- Dreamland : chapitres 2 et 3
- Air Gear : chapitres 23 à 25 (vol 4)
- DYS : chapitre 8
- Suzuka : chapitres 10 à 13

#### Volume 9 (26 octobre)
- Air Gear : chapitres 26 à 29
- School Rumble : chapitres 7 à 12
- Suzuka : chapitres 14 à 17
- Dreamland : chapitres 4 et 5

#### Volume 10 (23 novembre)
- School Rumble : chapitres 13 à 18
- Suzuka : chapitres 18 à 22
- Air Gear : chapitres 30 à 32
- Dreamland : chapitres 6 et 7